# Эдсон (футболист, 1998)
Э́дсон Ферна́ндо да Си́лва Го́мес (порт.-браз. Edson Fernando da Silva Gomes; род. 24 апреля 1998, Натал) — бразильский футболист, полузащитник львовского «Руха».

## Биография
Родился в городе Натал, штат Риу-Гранди-ду-Норти. Воспитанник детско-юношеской академии «Алекрина». Во взрослом футболе дебютировал 19 апреля 2015 года, через 5 дней после своего 18-летия, когда вышел на замену в победном (2:1) домашнем поединке Лиги Потигуар против «Санта-Круса».
В марте 2017 года отправился в аренду в «Виторию», в составе которой снова начал выступать на молодёжном уровне. Затем защищал цвета «Вотупорангенсе» (U-20), после чего накануне старта сезона 2018 вернулся в «Алекрин», где периодически выступал в Лиге Потигуар.
Накануне старта сезона 2019 перешел в «Глобо», где использовался в основном на позиции правого защитника. В апреле того же года согласовал 1-летний договор с клубом «Баия», но после перехода в новый клуб сначала играл за команду U-23.
29 мая 2020 года, после завоевания золотых медалей Лиги Баияно 2020 года вместе с командой U-23, Эдсон продлил свой контракт с клубом до декабря 2021 года и переведен в основной состав. В бразильской Серии A дебютировал за «Баию» 3 сентября в проигранном (3:5) домашнем поединке против «Фламенго», в котором заменил Элтона.
27 января 2022 подписал контракт со львовским «Рухом», в котором получил футболку с 35-м игровым номером.

## Достижения
«Баия»
- Чемпионат штата Баия: 2020
- Обладатель Кубка Нордесте: 2021